# Acanthogorgia radians
Acanthogorgia radians is een zachte koraalsoort uit de familie Acanthogorgiidae. De koraalsoort komt uit het geslacht Acanthogorgia. Acanthogorgia radians werd in 1908 voor het eerst wetenschappelijk beschreven door Kükenthal & Gorzawsky. 